# 니자티딘
니자티딘(Nizatidine)은 H2 수용체 차단제(H2 receptor antagonist)로 작용하는 약물로 위내 산 생성작용을 억제한다. 이는 주로 위궤양 또는 역류성 식도염 치료에 사용된다.

## 같이 보기
- 시메티딘(Cimetidine)
- 라니티딘(Ranitidine)
- 파모티딘(Famotidine)